# Gåstjärnen (Vitsands socken, Värmland)
Gåstjärnen är en sjö i Torsby kommun i Värmland och ingår i Göta älvs huvudavrinningsområde. Sjön är 8,6 meter djup, har en yta på 0,028 kvadratkilometer och är belägen 412 meter över havet.